# Gavó alpí

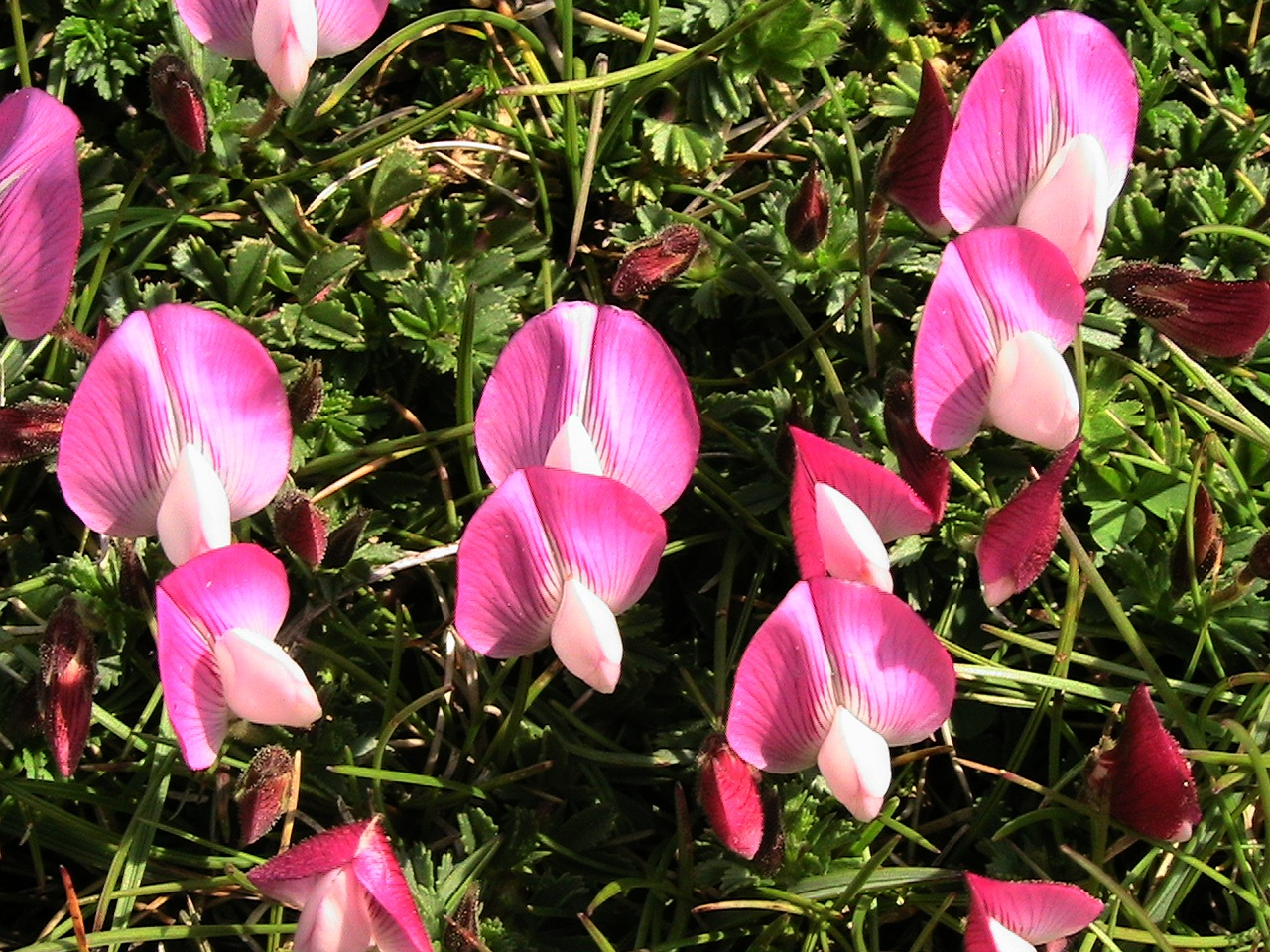
Flors

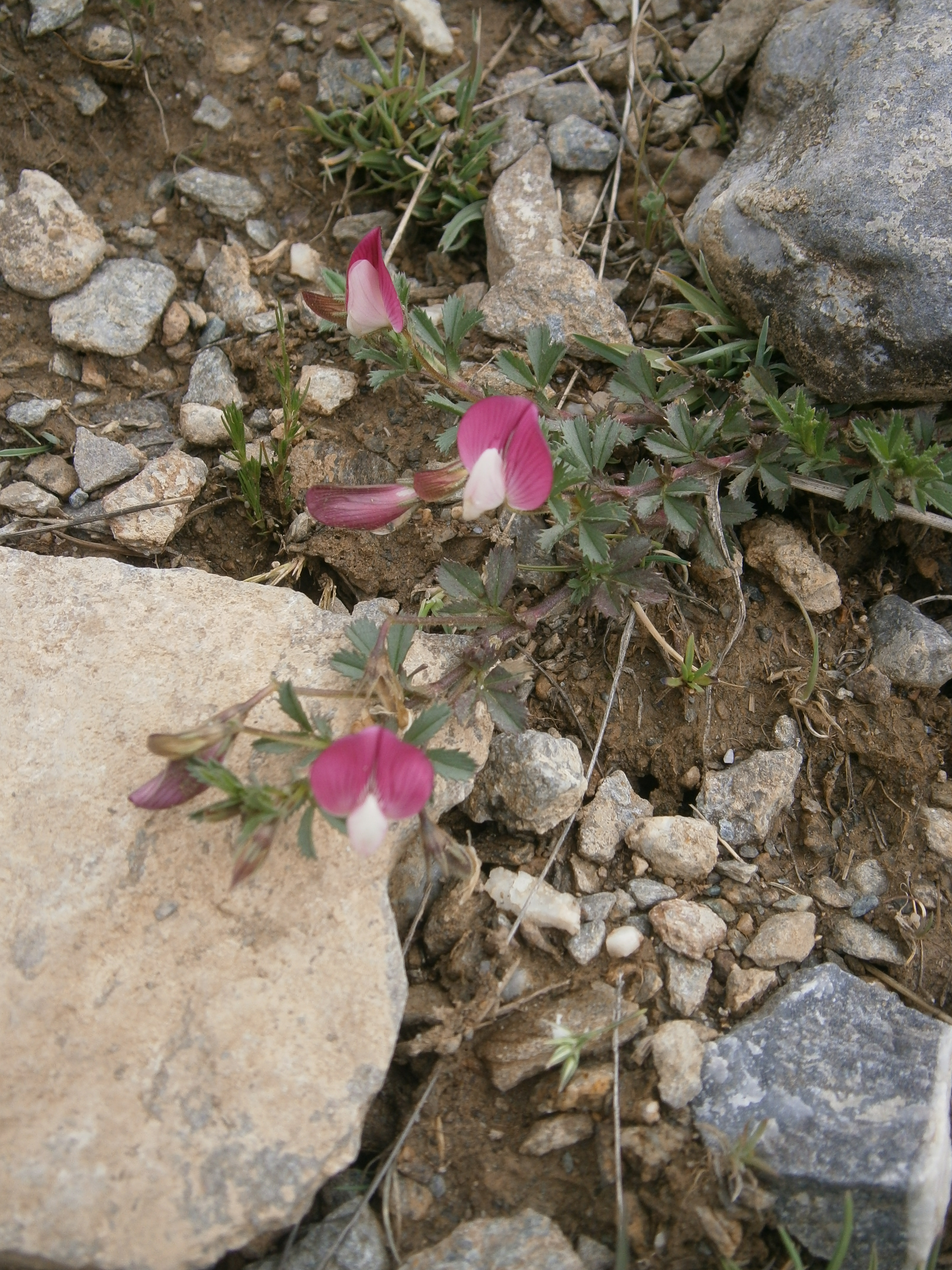
En el seu hàbitat

El gavó alpí (Ononis cristata) és una espècie de planta amb flors del gènere Ononis dins la família de les fabàcies (Fabaceae).
Addicionalment pot rebre els noms de gavó crestut.

## Descripció
Planta vivaç de flors roses, que forma gespes denses. És quasi un arbust nan, de rametes intricades i teses, amb fulles dividides en tres folíols oblongs, dentats, aspres i pelosos. Les flors tenen una corol·la rosada vermellosa cridanera, són solitàries, amb cuetes primes, i donen fruits rabassuts d'una mica més d'1 cm.

## Distribució i hàbitat
A la Mediterrània occidental, al massís de Mont Cenis entre els Alps de Savoia i el Piemont; a Itàlia als Apenins. A la península Ibèrica als Pirineus orientals i en algunes altres muntanyes fins a arribar a serra Nevada. Al Marroc al Rif, Atles Mitjà, Alt Atles, Anti-Atles. Creix sobre substrats calcaris i silícis entre 1.600 i 3.600 m. En codolars i lleres. Bona planta farratgera. Bioclima subhumit-humit, variant bioclimàtica fresca-extremadament fresca, pis de vegetació mesomediterrani-oromediterrani.

## Taxonomia
Ononis cristata va ser descrita i publicada per Philip Miller en The Gardeners Dictionary: . . . eighth edition no. 9, 1768.
Etimologia

Ononis: nom genèric que deriva del nom grec clàssic utilitzat per Plini el Vell per a Ononis repens, una de les diverses plantes del vell món, que té tiges llenyoses, flors axil·lars de color rosa o porpra, i fulles trifoliades amb folíols dentats.
cristata: epítet llatí que significa 'amb cresta'.
Sinonímia

- Ononis cenisia L.[8][9]